# Israel Blake Cantero
Israel Blake Cantero (L'Avana, 9 maggio 1967) è un allenatore di calcio ed ex calciatore cubano, di ruolo difensore.